# دومينغو بيريز (سياسي)
دومينغو بيريز (بالإسبانية: Aníbal Pérez)‏ هو محامي وسياسي تشيلي، ولد في 20 يناير 1948 في تشيلي. حزبياً، نشط في حزب للديمقراطية ‏. وقد انتخب عضو مجلس النواب من شيلي.